# ГЕС Ель-Кахон
ГЕС El Cajon (Leonardo Rodriguez Alcaine) — гідроелектростанція в мексиканському штаті Наярит. Розташована між ГЕС La Yesca (вище за течією) і Агуамілпа, входить до складу каскаду на річці Grande de Santiago, яка дренує найбільше прісноводне озеро країни Чапала та впадає до Тихого океану за 240 км на північний захід від Гвадалахари.
У межах проекту річку перекрили кам'яно-накидною греблею з бетонним облицюванням висотою 178 метрів та довжиною 640 метрів, яка потребувала 10,9 млн м3 матеріалу. Вона утримує водосховище з площею поверхні 39,8 км2 та об'ємом 2369 млн м3, з яких 1316 млн м3 становить корисний об'єм для виробництва електроенергії, а ще 118 млн м3 зарезервовані для протиповеневих заходів.
Пригреблевий машинний зал обладнаний двома турбінами типу Френсіс потужністю по 375 МВт, які використовують напір у 157 метрів.